# Клето
Клето је насеље у Италији у округу Козенца, региону Калабрија.
Према процени из 2011. у насељу је живело 255 становника. Насеље се налази на надморској висини од 266 м.

## Становништво
| 1951. | 1961. | 1971. | 1981. | 1991. | 2001. | 2011. |
| ----- | ----- | ----- | ----- | ----- | ----- | ----- |
| 3.363 | 2.492 | 1.771 | 1.444 | 1.469 | 1.389 | 1.320 |